# Шахи Капабланки
|   | a               | b               | c                     | d               | e               | f                | g               | h                 | i               | j               |   |
| 8 | a8 чорна тура   | b8 чорний кінь  | c8 чорний архієпископ | d8 чорний слон  | e8 чорний ферзь | f8 чорний король | g8 чорний слон  | h8 чорний канцлер | i8 чорний кінь  | j8 чорна тура   | 8 |
| 7 | a7 чорний пішак | b7 чорний пішак | c7 чорний пішак       | d7 чорний пішак | e7 чорний пішак | f7 чорний пішак  | g7 чорний пішак | h7 чорний пішак   | i7 чорний пішак | j7 чорний пішак | 7 |
| 6 | a6              | b6              | c6                    | d6              | e6              | f6               | g6              | h6                | i6              | j6              | 6 |
| 5 | a5              | b5              | c5                    | d5              | e5              | f5               | g5              | h5                | i5              | j5              | 5 |
| 4 | a4              | b4              | c4                    | d4              | e4              | f4               | g4              | h4                | i4              | j4              | 4 |
| 3 | a3              | b3              | c3                    | d3              | e3              | f3               | g3              | h3                | i3              | j3              | 3 |
| 2 | a2 білий пішак  | b2 білий пішак  | c2 білий пішак        | d2 білий пішак  | e2 білий пішак  | f2 білий пішак   | g2 білий пішак  | h2 білий пішак    | i2 білий пішак  | j2 білий пішак  | 2 |
| 1 | a1 біла тура    | b1 білий кінь   | c1 білий архієпископ  | d1 білий слон   | e1 білий ферзь  | f1 білий король  | g1 білий слон   | h1 білий канцлер  | i1 білий кінь   | j1 біла тура    | 1 |
|   | a               | b               | c                     | d               | e               | f                | g               | h                 | i               | j               |   |

Шахи Капабланки —  варіант шахів, що його запропонував Капабланка для порятунку від нічийної смерті, яка, як вважав Капабланка, загрожує класичним шахам.
У шахи Капабланки грають на шахівниці розміром 10 × 8 полів (положення дошки — широкими боками до гравців). Фігури такі самі як і в шахах, але додані дві комбіновані фігури: канцлер та архієпископ і, відповідно, два додаткових пішаки.
- —Канцлер — комбінована фігура, що поєднує в собі можливості коня та тури.
- —Архієпископ — комбінована фігура, що поєднує функції коня та слона.

На початку гри фігури розставляють як у класичних шахах, канцлера ставлять на вертикаль h, архієпископа — на вертикаль c. Всі правила гри повторюють класичні, за винятком того, що під час рокіровки короля пересувають не на два поля в напрямку тури, а на три.
Попри те, що недоброзичливці поширили легенду, що Капабланка запропонував зміни до правил через програш Алехіну, насправді він запропонував цей варіант, коли ще був чинним чемпіоном.
Описаний варіант — остаточний, але Капабланка вів розробку нових шахів упродовж кількох років. Існували й інші варіанти зміненої гри.
- В одному із варіантів нових шахів (подвійні шахи), які запропонував Капабланка, гра велася на дошці розміром 16 × 12 полів, кожний гравець мав подвоєний комплект шахових фігур: чотири тури, чотири слони, чотири коні, два ферзі, два королі та шістнадцять пішаків. Всі фігури ходили за звичайними шаховими правилами, лише пішак міг під час першого ходу піти одразу на чотири поля (білий — з другої на шосту горизонталь, чорний — з одинадцятої на сьому). Для перемоги потрібно було поставити мат будь-якому з королів супротивника. Капабланка випробував цей варіант 1929 року в експериментальному матчі проти Ґ. Мароці. Партії тривали не менше ніж сто ходів, займаючи по 12 — 15 годин кожна.
- Гра на дошці 10 × 10. Комплекти фігур — по одному звичайному шаховому плюс канцлер і архієпископ. Канцлер перебував на дошці безпосередньо праворуч від короля (вертикаль g), архієпископ — ліворуч від ферзя (вертикаль d). Пішак першим ходом міг піти на три поля (білий — з другої на п'яту горизонталь, чорний — з дев'ятої на шосту). Взяття на проході було можливе, якщо пішак під час «довгого» ходу на четверту або п'яту клітину проходив повз пішака супротивника, що стоїть на сусідній вертикалі.
- Дошка 10 × 8, фігури та їх розташування як у попередньому варіанті, пішак ходить як у класичних шахах.
- Дошка 10 × 10, канцлер та архієпископ розташовані на вертикалях h і c відповідно. Інші правила як у першому варіанті гри на стоклітковій дошці.

Існує два сучасних модифікованих варіанти шахів Капабланки: Gothik Chess і Grand Chess.
Подібні варіанти шахів створювали й раніше. Перший з відомих — Шахи Каррери.